# Aarhus GF (piłka nożna kobiet)
Aarhus GF – duński klub piłki nożnej kobiet, mający siedzibę w mieście Aarhus, w środkowej części kraju. Od sezonu 2020/21 występuje w rozgrywkach Kvindeligaen.

## Historia
Chronologia nazw:
- 2020: Aarhus GF – po fuzji z IF Lyseng i VSK Aarhus

Kobieca drużyna piłkarska Aarhus GF została założona w Aarhusie w lipcu 2020 roku w wyniku dołączenia kobiecych sekcji klubów VSK Aarhus i IF Lyseng do klubu Aarhus GF.
W sezonie 2020/21 drużyna startowała w rozgrywkach Kvindeligaen, zastępując w lidze poprzednika VSK Aarhus. W debiutowym sezonie zespół zajął przedostatnie 7.miejsce w rundzie zasadniczej i potem był zmuszony walczyć o utrzymanie na najwyższym poziomie mistrzostw kraju. Zwycięstwo w grupie spadkowej pozwoliło pozostać w lidze na kolejny sezon. Identyczne wyniki osiągnął w sezonach 2021/22 i 2022/23.

## Barwy klubowe, strój
|  |  |

Klub ma barwy biało-granatowe. Piłkarki domowe spotkania zazwyczaj grają w białych koszulkach z cienkimi niebieskimi i czerwonymi paskami w pionie, granatowych spodenkach oraz granatowych getrach z białym paskiem u góry.

## Sukcesy

### Trofea międzynarodowe
Klub nigdy nie zakwalifikował się do rozgrywek europejskich.

### Trofea krajowe
| \| \| Zdobyte trofea w rozgrywkach Danii (stan na: 31-05-2023) \| |                                                          |      |                           |
| Rozgrywki                                                         | Osiągnięcie                                              | Razy | Sezon(y)                  |
| Mistrzostwo                                                       | I miejsce                                                | 0    |                           |
| Mistrzostwo                                                       | II miejsce                                               | 0    |                           |
| Mistrzostwo                                                       | III miejsce                                              | 0    |                           |
| Mistrzostwo                                                       | 7.miejsce                                                | 3    | 2020/21, 2021/22, 2022/23 |
| Puchar                                                            | zdobywca                                                 | 0    |                           |
| Puchar                                                            | finalista                                                | 0    |                           |
| Puchar                                                            | półfinalista                                             | 2    | 2021/22, 2022/23          |
| II liga                                                           | I miejsce                                                | 0    |                           |
| II liga                                                           | II miejsce                                               | 0    |                           |
| II liga                                                           | III miejsce                                              | 0    |                           |
| Dania                                                             | Zdobyte trofea w rozgrywkach Danii (stan na: 31-05-2023) |      |                           |

## Poszczególne sezony

### Rozgrywki międzynarodowe

#### Europejskie puchary
Nie uczestniczył w rozgrywkach europejskich.

### Rozgrywki krajowe
| \| Dania \| Bilans występów klubu w rozgrywkach piłkarskich Danii (Stan na 31 maja 2023 r.) \| \| |                                                                                 |        |       |   |   |   |    |    |     |            |        |        |      |
| Poziom                                                                                            | Rozgrywki                                                                       | Sezony | Mecze | Z | R | P | B+ | B– | Pkt | Lata       | Awanse | Spadki | Naj. |
| I                                                                                                 | Kvindeligaen                                                                    | 3      |       |   |   |   |    |    |     | od 2020/21 | 0      | 0      | 7    |
| II                                                                                                | 1. Division                                                                     | 0      |       |   |   |   |    |    |     |            |        |        |      |
|                                                                                                   | Puchar Danii                                                                    | 3      |       |   |   |   |    |    |     | od 2020/21 | 0      | 0      | 1/2  |
| Dania                                                                                             | Bilans występów klubu w rozgrywkach piłkarskich Danii (Stan na 31 maja 2023 r.) |        |       |   |   |   |    |    |     |            |        |        |      |

## Piłkarki i trenerzy klubu

### Trenerzy
- 2020–2021:  Anders Nim
- 2021–2022:  Katrine Pedersen
- 2023:  Peter Pedersen
- od 07.2023:  Michael Schjønberg

## Struktura klubu

### Stadion
Drużyna rozgrywała swoje mecze domowe na boisku Ceres Park, który może pomieścić 19.433 widzów.

## Derby
- Aalborg BK